# Chodaki (Ukraina)
Chodaki (ukr. Ходаки, Chodaky) – wieś na Ukrainie, w obwodzie tarnopolskim, w rejonie krzemienieckim. W 2001 roku liczyła 442 mieszkańców.

## Historia
W okresie międzywojennym w miejscowości stacjonowała strażnica KOP „Chodaki”.
Podczas rzezi wołyńskiej była areną dramatycznych wydarzeń:

18 marca 1943 r. zostali zastrzeleni 3 Polacy, najprawdopodobniej przez policjantów ukraińskich, którzy zdezerterowali ze służby niemieckiej do lasu. Apolinary Unold, brat jednego z zabitych, zdołał zbiec i ukryć się u sąsiada Ukraińca Skolskiego, a następnie uciekł do Ostroga n. Horyniem (pow. zdołbunowski). Zbigniewa Unolda, syna Apolinarego, jego siostrę i matkę, udających Ukraińców, wywiózł do Ostroga pół Ukrainiec, pół Polak Rawski.